# クンパス・バル駅
クンパス・バル駅 （クンパス・バルえき、マレー語:Kempas Baru Railway Station）は、マレーシアのジョホール州ジョホールバルクンパス・バルにある、マレー鉄道ウエスト・コースト線の駅である。

## 概要
KTMインターシティの全列車が停車する。 
パシール・グダン支線が分岐しており、貨物列車が運行されている。

## 歴史
- 1909年7月1日 - スガマッ～ジョホール・バル間開業。
- 2004年10月1日 - 駅開業。

## 駅構造
単式ホーム1面1線をもつ地上駅である。駅舎は南側にあり、ホームに面している。北側に待避線が3線あり列車交換ができ、車両基地（Depoh Kejuruteraan Fleet）もある。
パシール・グダン支線は、駅東方から東方向へ分岐している。

## 駅周辺
車両基地（Depoh Kejuruteraan Fleet）